# José de Caralt y Sala
José de Caralt y Sala (Barcelona, 1862-San Andrés de Llavaneras, 1944), i conde de Caralt, fue un industrial y político español, ministro de Hacienda durante el reinado de Alfonso XIII. 

## Biografía
Era hijo de Delmiro de Caralt y Matheu (1835-1914) y de su esposa Filomena Sala y Tío (1840-1923). Inició su carrera política militando en la Lliga Regionalista, partido que acabó abandonando descontento con su política autonomista pasando a militar en el Partido Liberal tras firmar, en 1919, el conocido como Manifiesto Monárquico, documento en que varios políticos catalanes mostraban su oposición a la autonomía regionalista.
Fue ministro de Hacienda entre el 2 de marzo y el 22 de marzo de 1918 en un gobierno que presidió Manuel García Prieto, y en 1919 paso al Senado en calidad de senador vitalicio. Durante la dictadura de Primo de Rivera perteneció a la Unión Monárquica Nacional y, al estallar la Guerra Civil apoyó la sublevación militar contra el gobierno de la II República. El rey Alfonso XIII le otorgó en 1916 el título de conde de Caralt.
Falleció el 12 de septiembre de 1944 en San Andrés de Llavaneras siendo gerente de Hilatura Caralt-Perez S.A. y presidente de la Cámara Oficial de la Industria.

## Familia
Se casó en Barcelona, el 6 de mayo de 1885, con Montserrat Fradera y Gal (...-1940); del matrimonio nacieron José María (...-1936), Mercedes (...-...) y Carmen (1889-1977).